# Kongregacja Dobrego Rządu
Święta Kongregacja Dobrego Rządu (łac. Boni Regiminis Congregatio, wł. Congregazione del Buongoverno) – dawna kongregacja kardynalska Kurii Rzymskiej, działająca w latach 1592–1847, zajmująca się nadzorowaniem działalności prowincjonalnej administracji Państwa Kościelnego.

## Historia
Kongregacja Dobrego Rządu została utworzona przez papieża Klemensa VIII (1592–1605), który wydał dwie konstytucje regulujące jej działalność: Pro commissa Nobis a Domino (15 sierpnia 1592) oraz Cum per constitutionem nuper a Nobis (30 października 1592). Jej zadaniem był szeroki nadzór nad prowincjonalną administrację Państwa Kościelnego, szczególnie w kwestiach finansowych. Między innymi zatwierdzała budżety lokalnych gmin, rozpatrywała skargi na lokalnych urzędników, miała prawo do przeprowadzania wizytacji na prowincji. Duże obszary Państwa Kościelnego były jednak wyłączone spod jej jurysdykcji (Rzym, Castel Gandolfo, Velletri, legacje awiniońska, bolońska, romańska i ankońska, do 1761 także Fermo).
W 1592 Klemens VIII do składu kongregacji powołał trzech kardynałów (Anton Maria Salviati, Mariano Pierbenedetti, Alessandro Peretti de Montalto) i początkowo zorganizował ją jako organ w pełni kolegialny. Już wkrótce potem mianował na stanowisko prefekta swojego bratanka Pietro Aldobrandiniego jako superintendenta generalnego Państwa Kościelnego. 4 czerwca 1605 papież Paweł V zwiększył liczbę członków do sześciu, a wkrótce potem postawił na jej czele swego siostrzeńca Scipione Caffarelli-Borghese. Aż do końca XVII wieku prefektem tej kongregacji był każdorazowo kardynał nepot urzędującego papieża, lub (za Innocentego XI i Innocentego XII) aktualnie urzędujący kardynał sekretarz stanu. Dopiero za papieża Klemensa XI funkcja prefekta tej kongregacji stała się funkcją w pełni autonomiczną.
Papież Benedykt XIV sprecyzował zadania oraz procedury obowiązujące Kongregację Dobrego Rządu w dwóch konstytucjach apostolskich Quamvis (29 lipca 1752) i Gravissimarum (1 października 1753). W 1761 papież Klemens XIII przekazał jej kompetencje zlikwidowanej wówczas Kongregacji ds. Fermo. W 1801 Pius VII powierzył jej wykonanie motu proprio dotyczącego oddłużenia gmin Państwa Kościelnego.
Znaczenie Kongregacji Dobrego Rządu zmalało w związku z reformami papieża Grzegorza XVI (1831–1846), w szczególności wskutek utworzenia Sekretariatu Spraw Wewnętrznych. Ostatecznie zniósł ją papież Pius IX 29 grudnia 1847.

## Skład
Kongregacja składała się z kilku kardynałów (w tym jednego w randze prefekta), sekretarza (prałata będącego jednocześnie sekretarzem Kongregacji ds. Immunitetów), kilku lub kilkunastu tzw. ponentes (członków mających prawo głosu) oraz pomniejszych urzędników.

## Kardynałowie prefekci
- Pietro Aldobrandini (1593–1605)
- Scipione Caffarelli-Borghese (1605–1621)
- Ludovico Ludovisi (1621–1623)
- Francesco Barberini (1623–1644)
- Camillo Francesco Maria Pamphili (1644–1647)
- Camillo Astalli (1650–1654)
- Francesco Barberini (1654-1657)
- Flavio Chigi (1657–1667)
- Giacomo Rospigliosi (1667–1670)
- Paluzzo Paluzzi-Altieri (1670–1676)
- Alderano Cibo (1676–1689)
- Pietro Ottoboni (1689–1691)
- Fabrizio Spada (1691–1700)
- Giuseppe Renato Imperiali (1701–1737)
- Domenico Riviera (1737–1752)
- Giorgio Doria (1754–1759)
- Federico Marcello Lante (1759–1773)
- Antonio Casali (1773–1787)
- Filippo Carandini (1787–1800?)
- Ignazio Busca (1800–1803)
- Girolamo della Porta (1803–1812?)
- Ferdinando Maria Saluzzo (1814–1816)
- Giuseppe Albani (1817–1824)
- Francesco Guidobono Cavalchini (1824–1828)
- Ercole Dandini (1828–1840)
- Agostino Rivarola (1840–1842)
- Tommaso Riario Sforza (1843)
- Ludovico Gazzoli (1843–1847)